# Ondřej Starosta
Ondřej Starosta (* 28. května 1979) je český basketbalista hrající na pozici pivota
, který ve své poslední profesionální hráčské sezóně hrál ve slovenské extralize za tým Inter Bratislava. Je vysoký 215 cm, váží 120 kg. Naposledy hrál za TJ Háje.
Ondřej Starosta byl členem kádru české basketbalové reprezentace.

## Hráčská kariéra
- 1995/98  BC Slavia Praha
- 1998/00  BC Sparta Praha
- 2000/01  Real Madrid
- 2001/02  Go Pass Pepinster
- 2002/03  Le Mans
- 2003/04  Saint Quentin Saos
- 2004/05  Espé Chalons en Champagne
- 2005/06  Strasbourg
- 2006/09  CAI Zaragoza
- 2009/09  Plus Pujol Lleida
- 2009/10  Melilla Baloncesto
- 2010/11  Club Ourense Baloncesto
- 2011/13  Basket Navarra
- 2013/15  Inter Bratislava